# Tröskeleffekt
Tröskeleffekt är en språngvis förändring orsakad av en långsam ökning eller minskning av den faktor som påverkar. Begreppet används bland annat i ekonomi, biologi och samhällsvetenskap.
När naturen utsätts för gradvis miljöpåverkan och inte reagerar direkt så når denna påverkan så småningom en gräns som kallas för tröskelvärde då förändringar genast börjar ske. Till exempel behöver en klar sjö inte reagera på ökad näringshalt förrän nivån på näringshalten når tröskelvärdet, då den blir grumlig på grund av att det börjar växa en mängd alger.